# Chlorid aktinitý
Chlorid aktinitý je anorganická sloučenina s chemickým vzorcem AcCl3.

## Příprava
Chlorid aktinitý lze připravit reakcí hydroxidu aktinitého nebo šťavelanu aktinitého s tetrachlormethanem při teplotě 500 °C:
2 Ac(OH)3 + 3 CCl4 → 2 AcCl3 + 3 CO2 + 6 HCl
Lze jej také připravit reakcí hydroxidu aktinitého s chloridem amonným:
Ac(OH)3 + 3 NH4Cl → AcCl3 + 3 NH3 + 3 H2O

## Vlastnosti
Chlorid aktinitý je radioaktivní bezbarvá pevná látka. Krystalizuje v hexagonální soustavě typu chloridu uranitého s prostorovou grupou P63/m (číslo 176) a mřížkovými parametry a = 762 pm a c = 455 pm.
Chlorid aktinitý reaguje s plynným amoniakem a vodou při teplotě 1000 °C za vzniku chloridu-oxidu aktinitého.
AcCl3 + 2 HN3 + H2O → AcOCl + 2 NH4Cl